# جائزة بلنسية الكبرى للدراجات النارية 2018
جائزة بلنسية الكبرى للدراجات النارية 2018 هو سباق دراجات نارية أقيم بتاريخ 18 نوفمبر 2018 في حلبة ريكاردو تورمو. كان الجولة التاسعة عشر من أصل 19 في سباق الجائزة الكبرى للدراجات النارية موسم 2018. فاز أندريا دوفيزيوسو بفئة الموتو جي بي بينما جاء أليكس رينز في المركز الثاني وحصل على المركز الثالث بول إسبارغارو. فاز بفئة الموتو 2 ميغيل أوليفيرا.